# Artifact (jeu vidéo)
Pour les articles homonymes, voir Artifact.
Artifact est un jeu vidéo de cartes à collectionner développé et édité par Valve Corporation. Le concept du jeu repose sur Dota 2, un jeu vidéo de type arène de bataille en ligne multijoueur, également développé par Valve. Un système d'échange de cartes est intégré grâce au marché Steam et le jeu comprend trois zones différentes, comme dans Dota 2. La conception d'Artifact a été dirigée par le créateur de Magic: The Gathering, Richard Garfield. Le jeu est disponible sur Windows, macOS et Linux le 28 novembre 2018, et sur Android et iOS en 2019.
Le 4 mars 2021, Valve a annoncé l'abandon du développement du jeu qui a été décliné en deux éditions gratuites Artifact Classic (version de base) et Artifact Foundry (version 2.0 incomplète).

## Système de jeu
Tout comme les autres jeux vidéo de cartes à collectionner, le système de jeu d'Artifact repose sur la création d'un deck de cartes afin de jouer contre un adversaire. Ces cartes pourront être achetées depuis le marché Steam et seront également vendues par Valve. Artifact comprend de nombreux éléments utilisés par Dota 2, un jeu vidéo de type arène de bataille en ligne multijoueur, également développé par Valve. Ainsi, le jeu se distingue des autres jeux de cartes à collectionner traditionnels puisqu'il comporte trois zones de jeu différentes protégées par une tour. Chaque zone fonctionne comme un plateau indépendant, et le premier joueur qui réussit  à détruire deux des trois tours, ou l'« Ancient » (qui apparaît après qu'une tour ait été détruite), remporte la partie.
Chaque deck se compose de 5 héros et d'un minimum de 40 cartes. Plus de 40 héros et plus de 280 cartes seront disponibles dès le lancement du jeu. Chaque carte dispose de sa propre rareté (bronze, argent ou or) et de sa propre couleur (rouge, vert, noir et bleu). Pour jouer une carte, le joueur doit avoir un héros de la couleur correspondante dans sa zone. Chaque zone bénéficie également d'une réserve de mana propre, qui peut être utilisée pour jouer des cartes et dont la valeur augmente d'un point de mana chaque manche. Il existe également des objets, qui peuvent être équipés par les héros et utilisés dans n'importe quelle zone. Une fois que les deux joueurs ont joué leurs cartes, les héros et les « cryptides », des créatures plus faibles et qui ne peuvent pas être contrôlées, attaquent ce qui se trouve devant eux, y compris la tour si aucune unité ne les bloque, et ce sur les trois zones de jeu. Par la suite, la « phase d'achat » débute, permettant aux joueurs de dépenser l'or obtenu en tuant des unités. Cet or peut être utilisé pour acheter des objets consommables, ou des objets que les héros peuvent équiper dans trois emplacements différents (arme, armure et accessoire).
À l'instar de Dota 2, le jeu met l'accent sur le mode multijoueur en ligne, bien qu'un tutoriel et que des matchs contre des bots de diverses difficultés soient disponibles.

## Développement
Le jeu a été annoncé pour la première fois par l'intermédiaire d'un teaser lors de The International 2017, le plus grand tournoi de sport électronique de Dota 2 organisé par Valve Corporation, bien qu'aucun détail n'ait été dévoilé. Davantage de détails à propos de son concept et de son système de jeu ont été annoncés par le cofondateur de Valve, Gabe Newell, lors d'un entretien avec la presse vidéoludique aux locaux de Valve, en mars 2018. Lors de cet entretien, Gabe Newell a déclaré que le jeu ne serait pas free-to-play comme le sont Dota 2 et d'autres jeux de cartes à échanger, tout en indiquant que lui et l'équipe de développement ne veulent pas que le jeu soit « pay-to-win », et a comparé l'impact qu'aurait Artifact pour les jeux de cartes à celui de Half-Life 2 pour les jeux d'action solo,. Comme pour Dota 2, le jeu fonctionne grâce au moteur de jeu interne de Valve, Source 2, et utilise le marché Steam pour l'achat et la vente de cartes,.
Souhaitant s'appuyer leur expérience avec Dota 2, Counter-Strike: Global Offensive et Team Fortress 2, Valve a pour intention de développer la scène professionnelle de sport électronique. Une partie des revenus de l'achat des packs de cartes sera affectée aux cagnottes des tournois, conformément au système de financement participatif utilisé par Dota 2,. Pour commencer, Valve a pour projet d'organiser un tournoi avec une cagnotte d'un million de dollars US en 2019. La conception du jeu est menée par le créateur de Magic: The Gathering, Richard Garfield, qui a rejoint le projet en 2014. Gabe Newell a comparé Richard Garfield à Icefrog de par leurs compétences et leurs similitudes, bien que ce dernier ne travaille pas sur le jeu,,. Artifact sera développé en plus des mises à jour pour Dota 2 en ajoutant de nouveaux héros et du nouveau contenu pour les deux jeux. Steve Jaros, écrivain à Valve, a écrit la biographie des héros sur Dota 2 et continuera sur cette voie pour Artifact, chaque carte racontant une histoire. Jeep Barnett, développeur, a indiqué que des cartes pourraient évoluer au fil des expansions. Ainsi, un héros pourrait sembler plus âgé dans un prochain pack de cartes, ou pourrait mourir dans un autre. Il a également indiqué que les événements des anciennes expansions influenceraient les prochaines,.

## Sortie
Artifact est entré en phase de bêta fermée début 2018 et de nombreux membres de l'industrie du jeu vidéo et joueurs professionnels d'autres jeux de cartes y ont été invités. Le jeu est jouable par tous pour la première fois à la PAX West 2018. Un tournoi y est organisé et tous les participants ont reçu des affiches personnalisées ainsi que deux clés du jeu. Artifact est officiellement disponible pour Microsoft Windows, macOS et Linux le 28 novembre 2018, et sur les appareils Android et iOS en 2019. Le 20 août 2018, lors de la cérémonie d'ouverture de The International, le plus grand tournoi de Dota 2, Gabe Newell, cofondateur de Valve, a annoncé qu'une version bêta du jeu serait disponible en octobre pour la version PC, et que toutes les personnes présentes à la PAX et à The International y auraient accès. Valve a finalement annoncé le 20 octobre que la version bêta sera disponible le 19 novembre, soit 9 jours avant la sortie officielle du jeu.

## Abandon
Le jeu n'ayant pas rencontré le succès escompté, Valve a annoncé le 30 mars 2020 le développement d'une version 2.0 qui devait revoir l'ensemble du système de jeu. Devant le manque d’engouement pour cette nouvelle version, Valve a abandonné le développement du jeu le 4 mars 2021. Le jeu a pour l'occasion été décliné en deux éditions gratuites Artifact Classic (version de base) et Artifact Foundry (version 2.0 incomplète) qui ne recevront plus de mises à jour.